# Road Book
Road Book è stata una trasmissione televisiva del 2012 di Rai 5, realizzata dalla Geko Film di Valeria Cagnoni, produttrice e regista del programma.

## Il programma
Si trattava di un diario di viaggio descrittivo delle culture e dei popoli incontrati, nello stile classico di un documentario che parla soprattutto per immagini e con la sola voce di uno speaker. La fotografia è stata diretta da Emerson Gattafoni.